# Tu Ji

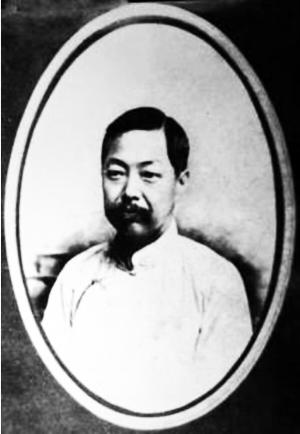
Tu Ji (屠寄, 1856-1921)

Tu Ji (1856-1921) was een Chinese ambtenaar-literaat, historicus, geograaf, prozaschrijver en kalligraaf uit de late Qing-tijd en de vroege republiek. Zijn belangrijkste werk was Mengwu'er shiji (蒙兀兒史記, Historische optekeningen over de Mongolen). Hij wilde een overzicht maken van de geschiedenis van de gehele Mongoolse natie zonder zich te beperken tot de tot dan toe gebruikelijke beschrijving van de geschiedenis van de Yuan-dynastie (1279 – 1368).

## Levensloop

### Tot 1892
Tu Ji was afkomstig uit het district Wujin (武进), prefectuur Changzhou in de provincie Jiangsu. In 1875 begon hij met lesgeven op plattelandsscholen en gaf les in geschiedenis, aardrijkskunde en literatuur. In 1888 kwam hij in dienst van de ambtenaar-literaat Zhang Zhidong (1837-1909), gouverneur-generaal van Liangguang (兩廣, de gecombineerde provincies Guangdong en Guangxi). Hij was een onderwijshervormer en Tu Ji raakte beïnvloed door zijn motto dushu qi yu mingli, mingli guiyu zhi yong (讀書期於明理，明理歸於致用, "het doel van de periode van studie is om de waarheid te begrijpen en het doel van het begrijpen van de waarheid is om deze toe te passen". Tu Ji kwam te werken op het cartografisch bureau van de provincie Guangdong, waar hij een kaart van die provincie samenstelde. In 1892 slaagde hij voor het keizerlijk ambtenarenexamen en werd zo een jinshi, de hoogste graad die in het Chinees examenstelsel kon worden behaald.

### Heilongjiang
Hij begon zijn ambtelijke loopbaan als lid van de Hanlin-academie, daarna diende hij als magistraat van het district Chun'an (淳安) in Hangzhou, hoofdstad van de provincie Zhejiang en was werkzaam als plaatsvervangend directeur van het Ministerie van Openbare Werken. In 1895 werd hij door Yan Mao (延茂, 1843-1900), de keizerlijke commissaris (欽差大臣, Qinchai dachen) gevraagd hem te vergezellen naar het noordoostelijke gebied Heilongjiang. Toen die in 1896 weer terugkeerde naar Peking verzocht Enze (恩澤, †1899) of Tu Ji in Heilongjiang mocht blijven. Enze was op dat moment de hoogste functionaris in Heilongjiang (Heilongjiang jiangjun, 黑龍江將軍, "generaal van Heilongjiang") en schreef Tu Ji nodig te hebben om te kunnen voldoen aan de wens van het hof om Heilongjiang in kaart te brengen. Er was in Heilongjiang onvoldoende eigen talent aanwezig om het gebied op te meten en een landkaart samen te stellen. Tu Ji werd aangesteld als hoofd van het "Cartografisch en historisch bureau van Heilongjiang" (黑龍江輿圖局兼通志局, heilongjiang yutu ju jian tong zhi ju). In 1898 waren de plattegronden van zes steden in Heilongjiang gereed, Qiqihar, Nenjiang (墨爾根, Mo'ergen), Zalantun (布特哈, Buteha), Hulunbuir, Hulan (呼蘭, Hulan) en Suihua. In 1900 voltooide hij de "Landkaart van Heilongjiang" (黑龍江輿圖, Heilongjiang yutu) en de "Heilongjiang-kaartuitleg" (黑龍江輿圖說, Heilongjiang yutushuo). De samenstelling van een eveneens geplande "Algemene geschiedenis van Heilongjiang" (黑龙江通志, Heilongjiang tongzhi) had echter geen doorgang kunnen vinden.

### 1900-1921

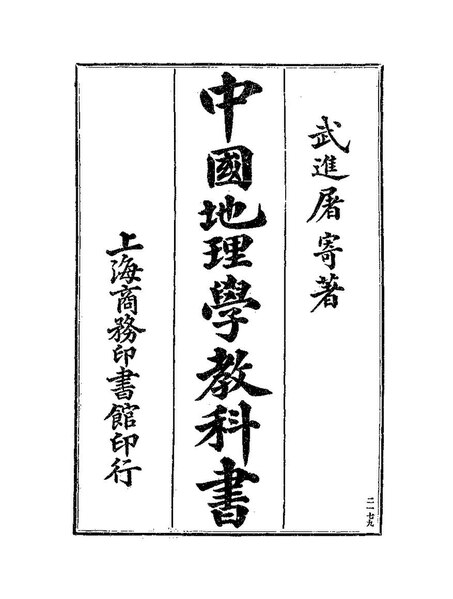
Titelblad Geografische studie van het Chinese keizerrijk (中國地理學教科書, Zhongguo dili xue jiaokeshu).

Tu Ji verliet Heilongjiang in 1900 en werd in 1902 de eerste directeur van de Yidong School (仪董学堂, Yidong xuetang), de eerste door de overheid opgerichte middelbare school in Yangzhou (en voorganger van "Yangzhou Middelbare School van de Provincie Jiangsu"). Het curriculum was gebaseerd op de Vier Boeken en Vijf Klassieken, maar er waren aanvullende cursussen voor geschiedenis, aardrijkskunde, wiskunde en vreemde talen. Het lesmateriaal bestond uit een combinatie van Chinese en westerse lesmethoden. In 1903 werd Tu Ji aangenomen om les te geven aan de Keizerlijke Universiteit van Peking. Daarover schreef hij "Lezingen over Chinese geschiedenis aan de Keizerlijke Universiteit van Peking" (京師大學堂中國史講義, Jingshi daxue tang Zhongguo shi jiangyi). Ondertussen had hij ook Zhongguo dili xue jiaokeshu (中國地理學教科書, Geografische studie van het Chinese keizerrijk), samengesteld. Dat was een leerboek aardrijkskunde voor de middelbare school, waarin hij zijn jarenlange onderwijservaring had verwerkt en dat in 1909 werd gepubliceerd.
Bij het begin van de revolutie van 1911 keerde Tu Ji terug naar zijn geboorteplaats Changzhou en organiseerde daar de revolutie samen met zijn oudste zoon Tu Kuan (屠寬, 1879-1918) en met Zhu Pu'en (朱溥恩, 1874-1959), beiden sympathisanten van Sun Yat-sen. Nadat in Changzhou de revolutie was geslaagd, werd Tu Ji verkozen tot hoofd burgerzaken van het district Wujin in Changzhou, maar weigerde in 1913 een benoeming door Yuan Shikai tot districtshoofd (magistraat) van Wujin. Hij nam ontslag en keerde terug naar huis om zich verder te verdiepen in de Mongoolse geschiedenis. Dit was een onderwerp waar hij zich al sinds 1898 mee bezig hield en uiteindelijk zou resulteren in zijn magnum opus, de 160 juan tellende Mengwu'er shiji (蒙兀兒史記, Historische optekeningen over de Mongolen). 
In 1917 ging hij naar Peking op uitnodiging van de president van de Universiteit van Peking, Cai Yuanpei (蔡元培, 1868–1940), om hoofdredacteur (總纂, zongzuan) bij het Nationaal Historisch Museum (國史馆, Guoshiguan) te worden. In 1920 keerde hij terug naar Changzhou en werd voor het district Wujin de directeur van de watervoorziening en van de graanopslag en de eerste districtsvoorzitter van het Rode Kruis. Hij overleed in 1921 na een ziekbed op 66-jarige leeftijd.

## Publicaties

### "Historische optekeningen over de Mongolen"

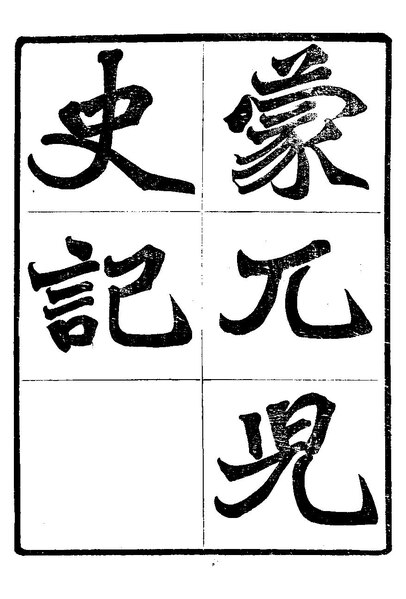
Mengwu'er shiji 蒙兀兒史記

Het belangrijkste werk van Tu Ji is zijn Mengwu'er shiji (蒙兀兒史記, Historische optekeningen over de Mongolen), waarvan een gedeelte voor het eerst werd gedrukt in 1911. Tu Ji bleef het werk daarna aanvullen, herschrijven en herzien en overleed in 1921 voordat het boek af was. Hij beperkte zich niet tot een geschiedenis van de Yuan-dynastie maar wilde een geschiedenis van de gehele Mongoolse natie samenstellen. Zo omvat het werk ook de geschiedenis van de vier Mongoolse khanaten na de dood van Möngke Khan, de geschiedenis van het rijk van Timoer Lenk en die van de Noordelijke Yuan-dynastie. Hij maakte niet alleen gebruik van Chinese, maar ook van westerse bronnen. Verder voegde hij aan een beschreven gebeurtenis steeds een eigen commentaar toe. De vorm bleef echter de gebruikelijke van de officiële dynastieke geschiedenissen. Zo bestaat ook de inhoud van Mengwu'er shiji uit vier componenten, keizerlijke annalen (18 juan), biografieën (129 juan), tabellen (12 juan) en één juan aan verhandelingen. Een zoon van Tu Ji, Tu Xiaohuan (屠孝宦) liet alle manuscripten die hij nog kon vinden in 1934 uitgeven. Die druk vormt de basis voor alle latere uitgegeven versies.

### "Heilongjiang-kaartuitleg"

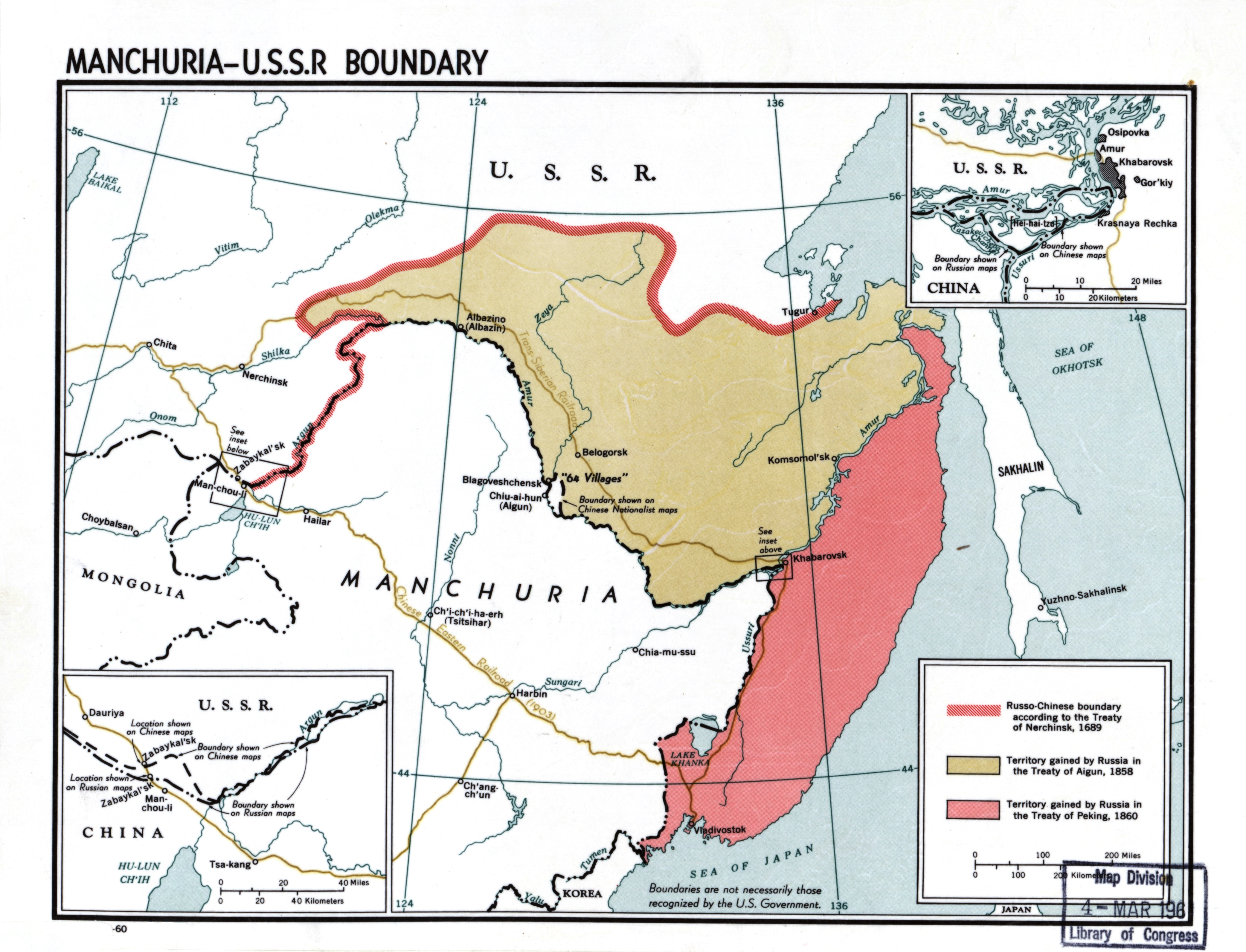
In groen het gebied dat Rusland verkreeg bij het Verdrag van Aigun en in roze dat bij de Conventie van Peking.

De "Heilongjiang-kaartuitleg" (黑龍江輿圖說, Heilongjiang yutushuo) uit 1900 is een gedetailleerde beschrijving van de geschiedenis, de oprichting, de grenzen van het rechtsgebied, de geografie van bergen en rivieren en de transportwegen over water en land van Heilongjiang. De oude en nieuwe grenzen zijn in het boek aangegeven, met name de Chinese gebieden die door Rusland verkreeg bij het Chinees-Russische Verdrag van Aigun uit 1858 en de Conventie van Peking uit 1860. Het werk is digitaal beschikbaar op Wikisource (zie: externe links).

### "Geografische studie van het Chinese keizerrijk"

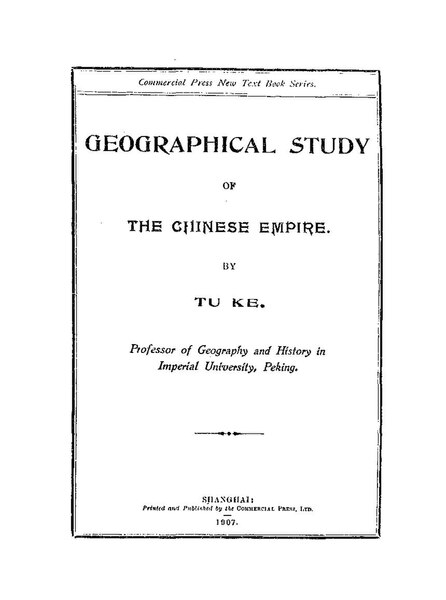
Tweede titelblad van Geografische studie van het Chinese keizerrijk.

In 1909 publiceerde Tu Ji Zhongguo dili xue jiaokeshu (中國地理學教科書, Geografische studie van het Chinese keizerrijk). Dit was bedoeld als een leerboek aardrijkskunde voor middelbare scholen. Hij gaf in zijn voorwoord aan hiermee te voldoen aan een maatschappelijke vraag. De staat had inmiddels zelf scholen opgericht en vastgesteld dat aardrijkskunde voortaan een algemeen en verplicht vak op basis- en middelbare scholen moest worden. Zolang er nog geen officieel leerboek voor dit vak was samengesteld zou Geografische studie van het Chinese keizerrijk kunnen worden gebruikt. Het is het enige leerboek dat Tu Ji voor middelbare scholen heeft geschreven en is digitaal beschikbaar via Wikimedia Commons (zie: externe links). 

### Andere werken
Een selectie uit zijn overige bewaard gebleven werken:
- Jingshi daxue tang Zhongguo shi jiangyi (京師大學堂中國史講義, "Lezingen over Chinese geschiedenis aan de Keizerlijke Universiteit van Peking").
- chengjisihan lingqin shangque shu (成吉思汗陵寢商榷書, "Discussies over het mausoleum van Dzjengis Khan").
- Jieyiyi pianti wen (結一宧駢體文, Jieyiyi parallel proza), twee delen literaire werke, samengesteld in 1880.
- voor de periode 1875-1892 zijn 208 gedichten bekend.